# Rhipsalis cuneata
A Rhipsalis cuneata egy kevéssé ismert epifita kaktusz.

## Jellemzői
Többé-kevésbé felegyenesedő habitusú növény, idősebb ágai lecsünghetnek a fákról, hajtásszegmensei oválisak vagy megnyúltak, 80–120 mm hosszúak, tojásdadok, alapjukon szélesek, erősen karéjos szélekkel. Areolái csupaszak vagy egy-két sertét hordoznak. Virágai az eddigi ismertek alapján magánosak, a porzószálak egyedi módon cikkcakk alakúak. Termése gömbölyded, 4 mm átmérőjű kopasz bogyó.

## Elterjedése
Bolívia: La Paz tartomány, epifitikus esőerdőkben 900–1700 m tengerszint feletti magasságban. Kultúrában a Bonni Egyetemen található meg.

## Rokonsági viszonyai
A Phyllarthrorhipsalis subgenus tagja. Andokbeli rokonainál (Rhipsalis 'goebbeliana', Rhipsalis occidentalis) vastagabbak hajtásszegmensei, tulajdonságaival legközelebb a Rhipsalis crispata fajhoz áll.